# Nasi lemak
Il nasi lemak è un piatto tipico della cucina malese, composto da riso fragrante cotto nel latte di cocco con foglie di pandano. Tradizionalmente, viene servito con fette di cetriolo, acciughe essiccate (ikan bilis), arachidi tostate e sambal. Può essere accompagnato anche da carne, soprattutto pollo, e uova sode.
In Malaysia, è considerato il piatto nazionale, ed è possibile trovarlo in aree vicine con popolazioni significative di etnia malese, come Singapore e la Thailandia. In Indonesia, è presente in diverse parti di Sumatra, in particolare nelle regioni malesi di Riau, le Isole Riau e Medan.

## Storia
Il nasi lemak è menzionato in un libro intitolato The Circumstances of Malay Life, scritto da Sir Richard Olof Winstedt nel 1909. Con radici nella cultura e nella cucina della Malaysia, il suo nome in malese significa letteralmente "riso grasso", ma in questo contesto è inteso come "ricco" o "cremoso".

## Preparazione
Il nasi lemak si prepara facendo bollire il riso nel latte di cocco. Per dare al piatto un aroma più intenso, si lasciano in infusione foglie di pandano nella miscela bollente; si possono anche aggiungere zenzero e citronella. Tradizionalmente, il nasi lemak viene avvolto e servito in foglie di banano, accompagnato da una salsa piccante (sambal) e vari condimenti, tra cui fette di cetriolo fresco, piccole acciughe fritte (ikan bilis), arachidi tostate e uova sode o fritte.
Come pasto più sostanzioso, il nasi lemak può essere servito con un piatto proteico aggiuntivo, come ayam goreng (pollo fritto), sambal sotong (seppia piccante), piccoli pesci fritti, vongole e rendang (stufato di manzo cotto nel latte di cocco e spezie). Altri accompagnamenti includono kangkong (spinaci d'acqua saltati in padella) e un'insalata piccante di verdure sottaceto, chiamata acar.

## Diffusione
Il nasi lemak è ampiamente consumato in Malaysia e Singapore, dove viene generalmente mangiato a colazione. In entrambi i paesi, viene venduto nelle numerose bancarelle lungo le strade. In Malaysia, questo piatto si trova anche nei mercati notturni (pasar malam), insieme a una varietà di altre specialità.
In Indonesia, è particolarmente diffuso nella parte orientale di Sumatra (nelle province delle Isole Riau, Riau e nella costa della Sumatra Settentrionale).
Nelle province di Palembang e Jambi, è conosciuto come nasi gemuk, poiché nella lingua musi gemuk è sinonimo di lemak.